# Franse Gemeenschap

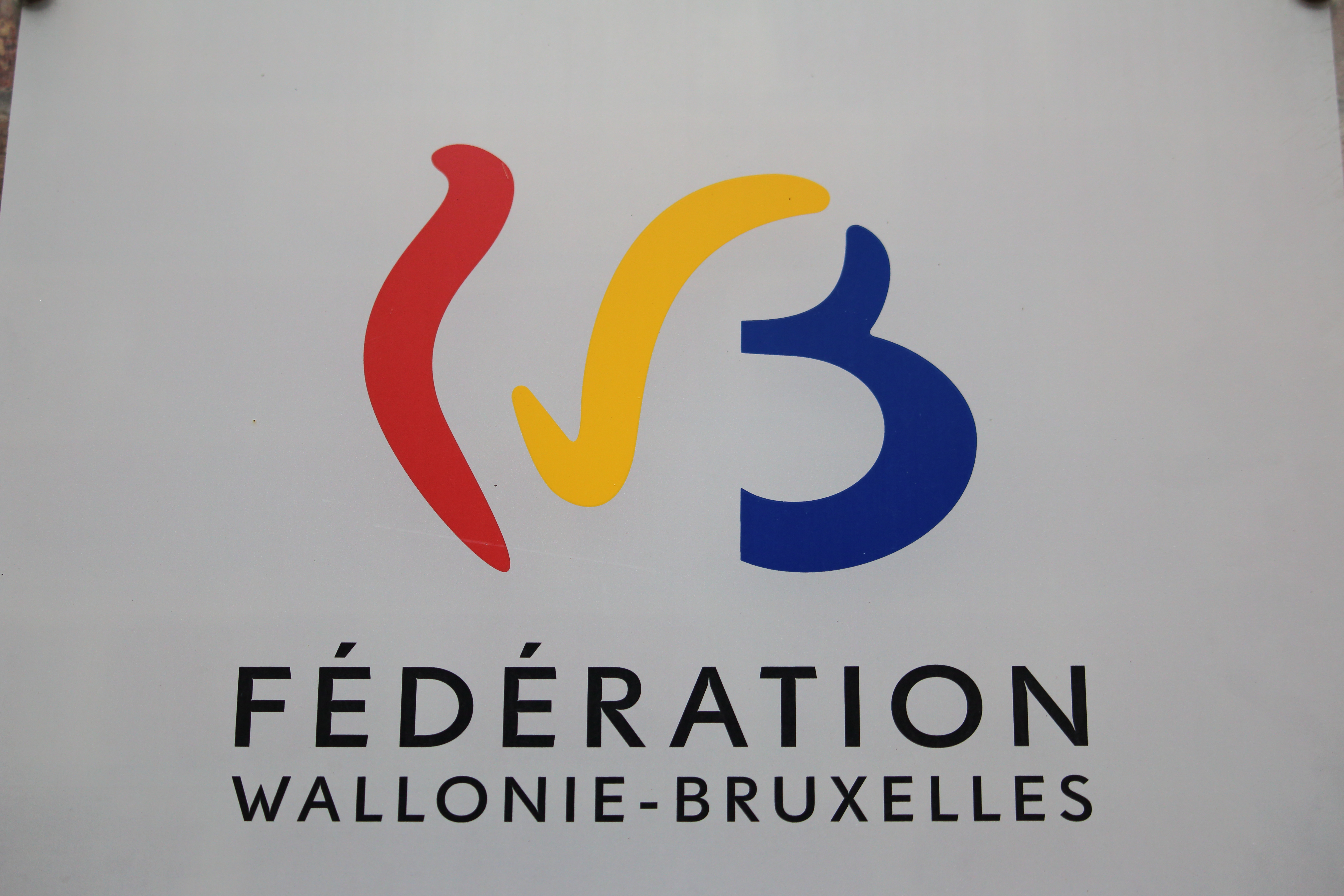
Logo Fédération Wallonie-Bruxelles

De Franse Gemeenschap, in het Frans: Communauté française, is een van de drie gemeenschappen van België. Sinds 25 mei 2011 noemt zij zichzelf Fédération Wallonie-Bruxelles, Frans voor Federatie Wallonië-Brussel, hoewel deze naam niet is opgenomen in de Belgische Grondwet. Ze heeft Brussel als hoofdstad. Als beleidsorgaan heeft zij bevoegdheden op het gebied van cultuur, onderwijs, gezondheidszorg, sport en jeugdzorg in het Franse taalgebied en voor de Franstalige inwoners van het tweetalige gebied Brussel-Hoofdstad. Het bevoegde gebied valt samen met de gewesten Brussel en Wallonië (met uitzondering van de Duitstalige Gemeenschap), maar wordt bij vergissing vaak enkel met Wallonië gelijkgesteld.
De burgers van deze Franse Gemeenschap noemt men doorgaans 'Franstalige Belgen' of 'Franstaligen', maar ook soms Walen, wat zoals vermeld een foutieve en verwarrende benaming is.

## Geschiedenis
Rond de keuze van de naam van deze instelling, en van eventuele alternatieven, bestaan veel bemerkingen en betwistingen. De voorloper van de Franse Gemeenschap was de Franse Cultuurgemeenschap, zoals er ook een Nederlandse Cultuurgemeenschap was. Bij de oprichting van de gemeenschappen heeft deze laatste voor de naam Vlaamse Gemeenschap gekozen, alhoewel de naam Nederlandse Gemeenschap van België ook zijn voorstanders had. Misschien is de naamgeving Franse Gemeenschap verwarrend omdat het niet gaat over Franse staatsburgers in België, maar over de Franstalige Belgen.
De Franse Gemeenschap noemt zichzelf sinds 25 mei 2011 de 'Federatie Wallonië-Brussel'. Deze benaming is evenwel niet voorzien in de Belgische grondwet, noch goedgekeurd door de federale volksvertegenwoordiging. De controversiële naam werd enkel goedgekeurd door het parlement van de Franse Gemeenschap. De federale en Vlaamse regeringen gebruiken deze benaming echter niet. Ook de meeste Vlaamse media hanteren consequent de grondwettelijk erkende naam 'Franse Gemeenschap' in plaats van 'Federatie Wallonië-Brussel'. In de Franstalige pers worden beide namen door elkaar gebruikt. Langs Vlaamse kant betwist men deze naam vooral omdat deze naam een soort fusie van Wallonië en Brussel suggereert die er feitelijk niet is. Langs Brusselse kant is enkel de COCOF betrokken in die instelling, en niet de andere Brusselse instellingen (noch het gewest, noch GGC, noch VGC). Samen met de nieuwe naam werd ook een nieuw logo voorgesteld bestaande uit de gestileerde letters WB in rood, geel en blauw, de kleuren van zowel Wallonië (rood en geel) als van Brussel (blauw en geel).

## Structuur

### Bestuur
De Franse Gemeenschap heeft een parlement en een regering:
- zie Parlement van de Franse Gemeenschap
- zie Franse gemeenschapsregering.

### Bestuurlijke indeling
| Franse Gemeenschap | Franse Gemeenschap | Supranationaal     | Nationaal          | Nationaal | Gemeenschap | Gewest | Provincie | Arrondissement  | Provinciedistrict | Kanton          | Gemeente        | District         |
| ------------------ | ------------------ | ------------------ | ------------------ | --- | --- | --- | --- | --------------- | ----------------- | --------------- | --------------- | ---------------- |
| Administratief     | Niveau             | Europese Unie      | België             | België | Wallonië | Wallonië | Luik Henegouwen Namen Waals-Brabant Luxemburg                                                                                      | 21              | 21                | 21              | 272             | -                |
| Administratief     | Niveau             | Europese Unie      | België             | België | Franse Gemeenschap | Wallonië Brussels Hoofdstedelijk Gewest                                                                                            | Luik Henegouwen Namen Waals-Brabant Luxemburg                                                                                      | 21              | 21                | 21              | 272             | -                |
| Administratief     | Bestuur            | Europese Commissie | Belgische regering | Belgische regering | Franse gemeenschapsregering --- College v.d. Franse Gemeenschapscommissie College v.d. Gemeenschappelijke Gemeenschapscommissie    | Waalse Regering Brusselse Hoofdstedelijke Regering                                                                                 | Deputatie | Deputatie       | Deputatie         | Deputatie       | Gemeentebestuur | Districtscollege |
| Administratief     | Raad               | Europees Parlement | Senaat             | Kamer van volksvertegenwoordigers                                                                                                  | Parlement van de Franse Gemeenschap --- Raad v.d. Franse Gemeenschapscommissie Raad v.d. Gemeenschappelijke Gemeenschapscommissie  | Waals Parlement Brussels Hoofdstedelijk Parlement                                                                                  | Provincieraad | Provincieraad   | Provincieraad     | Provincieraad   | Gemeenteraad    | Districtsraad    |
| Kiesomschrijving   | Kiesomschrijving   | Frans Kiescollege  | Frans Kiescollege  | kieskring Henegouwen, kieskring Luik, kieskring Luxemburg, kieskring Namen, kieskring Waals-Brabant en Kieskring Brussel-Hoofdstad | kieskring Henegouwen, kieskring Luik, kieskring Luxemburg, kieskring Namen, kieskring Waals-Brabant en Kieskring Brussel-Hoofdstad | kieskring Henegouwen, kieskring Luik, kieskring Luxemburg, kieskring Namen, kieskring Waals-Brabant en Kieskring Brussel-Hoofdstad | kieskring Henegouwen, kieskring Luik, kieskring Luxemburg, kieskring Namen, kieskring Waals-Brabant en Kieskring Brussel-Hoofdstad | 13              | ?                 | 103             | 272             | -                |
| Verkiezing         | Verkiezing         | Europese           | Federale           | Federale | Brusselse, Waalse en Franse Gemeenschapsverkiezingen                                                                               | Brusselse, Waalse en Franse Gemeenschapsverkiezingen                                                                               | Provincieraads- | Provincieraads- | Provincieraads-   | Provincieraads- | Gemeenteraads-  | Districtsraads-  |

## Bevoegdheden

### Instellingen en media
De centrale instellingen van de Franse Gemeenschap zijn in Brussel gevestigd, en omvatten besturen voor kinderzorg, onderwijs en cultuur, waaronder de RTBF, de openbare omroep voor de Franstalige Belgen.